# Pandemie di peste
La storia della peste comprende tre grandi pandemie che hanno colpito gli umani a cui gli storici e paleopatologi attribuiscono, non senza alcuni pareri discordanti, la responsabilità al batterio Yersinia pestis agente eziologico della peste. 
Poiché anticamente il termine “peste” è stato utilizzato per indicare genericamente una “sventura”, una “rovina”, vi è il dubbio se attribuire molte epidemie del passato allo Yersinia pestis o ad altri agenti patogeni. Per esempio è stato suggerito che la celebre peste di Atene, raccontata da Tucidide e che colpì la città nel 430 a.C., sia stata in realtà un'epidemia di vaiolo. Altre probabilmente potrebbero essere state causate dalla varicella o dal morbillo.
Come detto, nonostante alcuni dubbi sollevati, grazie allo studio dei documenti storici e analisi di paleopatologia, oggi (inizi del XXI secolo) si ritiene che il batterio Y. pestis, sia stato il responsabile, lungo la storia umana, di tre grandi pandemie che hanno procurato milioni di vittime (si parla di circa 200 milioni anche se è una cifra incerta). La prima di esse fu la peste di Giustiniano che si diffuse da Costantinopoli a tutti i paesi che si affacciano sul Mar Mediterraneo nel VI secolo, la seconda è conosciuta come peste nera arrivò dall'Asia e dilagò in Europa intorno alla metà del XIV secolo per poi ripresentarsi ad intermittenza per oltre tre secoli, mentre la terza ebbe inizio in Cina durante la metà del XIX secolo. 
Si ipotizza, inoltre, che ognuna di queste pandemie sia da attribuire ad una diversa variante biochimica dello Y. pestis, rispettivamente quella denominata Antiqua (ancora presente in Africa e Asia centrale), Medievalis (oggi solo in Asia centrale) e Orientalis (distribuita oggi globalmente).

## Prima pandemia
Gli storici collocano l'inizio della cosiddetta "peste di Giustiniano" presso Pelusio, in Egitto a cui era giunta dall'Etiopia. Da qui si diffuse velocemente verso Costantinopoli, all'epoca capitale dell'Impero Romano d'Oriente, flagellandola in particolare tra il 541 e il 544 durante il regno dell'imperatore Giustiniano. Raccontata con dovizia di particolari dallo storico Procopio di Cesarea, sembra che sia stata responsabile della morte di circa il 40% della popolazione della capitale bizantina per poi propagarsi, ad ondate, per tutta l'area mediterranea fino al 750 circa, favorita anche dallo spostamento degli eserciti in occasione della guerra gotica, arrivando pertanto ad essere considerata la prima pandemia della storia. Anche il mondo musulmano non fu risparmiato; a partire dall'Egira si conoscono almeno cinque pestilenze: la “peste di Shirawayh” (627-628), la “peste di 'Amwas” (638-639), la “peste violenta” (688-689), la “peste delle vergini” (706) e la peste dei notabili (716-717).
Non è facile determinare il numero esatto delle vittime (gli storici coevi esagerarono il computo, arrivando a stimare un valore ben superiore alla popolazione di quell'epoca) comunque si rileva che a quel tempo si ebbe uno spopolamento delle regioni colpite stimato intorno al 50-60%, tuttavia è da considerare che altre cause, tra cui guerre e ulteriori epidemie (come quelle di vaiolo), hanno certamente influito sulla mortalità. Le stime più accreditate indicano comunque un numero di vittime compreso tra i 50 e i 100 milioni.

## Seconda pandemia

Diffusione della peste nera del XIV secolo. Alcune aree furono parzialmente risparmiate: ad esempio, a Milano venne imposto un rigido controllo di merci e persone che portò a limitare le perdite a circa il 15% della popolazione, analogamente avvenne in Polonia.

La pandemia più celebre e devastante fu quella che dilagò intorno alla metà del XIV secolo e nota come “peste nera”. Importata dal nord della Cina attraverso l'Impero mongolo, si diffuse in fasi successive alla Turchia asiatica ed europea per poi raggiungere la Grecia, l'Egitto e la penisola balcanica; nel 1347 si trasmise alla Sicilia e da lì a Genova; nel 1348 la peste nera aveva infettato la Svizzera tranne il cantone dei Grigioni e tutta la penisola italica tranne Milano; particolarmente violenta fu l'epidemia a Firenze, dove Giovanni Boccaccio ne fu testimone e compose il Decameron. Dalla Svizzera si allargò in Francia e in Spagna; nel 1349 raggiunse l'Inghilterra, la Scozia e l'Irlanda; nel 1353, dopo aver infettato tutta l'Europa, i focolai della malattia si ridussero fino a scomparire. Secondo alcuni studi uccise almeno un terzo della popolazione del continente, portandola probabilmente da 45 milioni a 35–37,5 milioni.
Al termine della grande pandemia della peste nera per la popolazione europea iniziò un periodo di continuo ripresentarsi della malattia con le conseguenti numerose vittime, seppur in misura minore rispetto alla prima ondata. È stato osservato che, tra il 1347 e il 1480, la peste colpì le maggiori città europee ad intervalli di circa 6-12 anni affliggendo, in particolare, i giovani e le fasce più povere della popolazione. A partire dal 1480 la frequenza iniziò a diminuire, attestandosi ad un'epidemia ogni 15-20 anni circa, ma con effetti sulla popolazione non certo minori.

Rappresentazione della peste bubbonica che colpì Tournai nelle cronache di Gilles Li Muisis (1272-1352), abate del monastero di San Martino dei giusti, conservata nella Biblioteca reale del Belgio

Visto il continuo ripresentarsi dell'epidemia, le autorità cittadine europee, un po' dovunque, adottarono misure per prevenirle o, perlomeno, per limitarne gli effetti. Milano fu una delle prime città a muoversi in tal senso, istituendo un ufficio di sanità permanente nel 1450 e realizzando il lazzaretto di San Gregorio nel 1488 progettato con la possibilità di espandere la propria capienza in caso di epidemia conclamata. Nel 1486 fu la volta di Venezia nell'istituire degli organismi permanenti di controllo, a Firenze si dovette aspettare il 1527. Parigi ne costituì uno nel 1580, ma già da circa 30 anni aveva affrontato il problema con l'emanazione di ordinanze e norme per affrontare le epidemie; a Troyes e a Reims gli uffici di sanità vennero creati, rispettivamente, nel 1517 e nel 1522. Verso la fine del XVI secolo, Amsterdam istituì un servizio di rimozione dei rifiuti dalle strade, al fine di migliorare le condizioni igieniche nel tentativo di prevenire focolai epidemici, costruì un lazzaretto, e decise di porre un medico professionista tra i magistrati che si occupavano della sanità pubblica. A Londra si preferì ancora, in caso di epidemia, la segregazione domiciliare al confinamento in un lazzaretto.
Nonostante l'adozione di tutti questi accorgimenti, la peste continuò a ripresentarsi e a mietere vittime. Notevoli epidemie si registrarono nel territorio milanese nel biennio 1576-1577, a San Cristóbal de La Laguna del 1582, nell'Italia settentrionale nel 1630 (raccontata anche da Alessandro Manzoni nei Promessi sposi) e a Siviglia tra il 1647 e il 1652. Nel 1661 l'impero ottomano fu pesantemente colpito mentre, tra il 1663 e il 1664 un'epidemia si propagò nella repubblica olandese uccidendo 35 000 persone nella sola Amsterdam.
 La Grande peste di Londra colpì la capitale britannica tra il 1665 e il 1666, causando la morte di un numero di persone compreso tra i 75 000 e 100 000, vale a dire più di un quinto dell'intera popolazione della città.
 
L'ultima grande epidemia, e una delle più devastanti che abbia afflitto una grande città, fu quella che interessò Marsiglia nel 1720 arrivando ad uccidere quasi il 50% di tutta la popolazione cittadina, a cui si dovettero aggiungere le vittime residenti nelle zone limitrofe.

## Terza pandemia

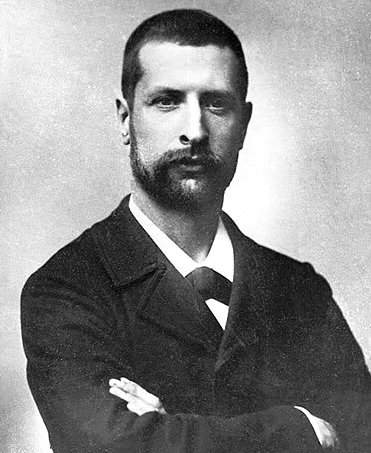
Il medico svizzero Alexandre Yersin che isolò nel 1894 il batterio responsabile, chiamato Yersinia pestis

La terza pandemia di peste fu una pandemia di peste bubbonica iniziata nello Yunnan in Cina, nel 1855 e si diffuse in tutti i continenti, rendendola una delle pandemie più mortali della storia.